# Puerto de Galapagar
El puerto de Galapagar es un puerto de montaña que se encuentra en las primeras estribaciones de la sierra de Guadarrama, en la parte noroeste de la comunidad autónoma española de Madrid. Está atravesado por la carretera autonómica M-505, que une los términos municipales de Las Rozas de Madrid, Galapagar y El Escorial. Su cota máxima es de aproximadamente 900 m s. n. m.

## Descripción
El puerto arranca en la urbanización Molino de la Hoz (Las Rozas de Madrid), a una altitud de 750 m sobre el nivel de mar, y termina poco antes de llegar al casco urbano de Galapagar, localidad situada a 870 m de altitud. Está rodeado de diferentes montes, entre los que destacan los Altos del Ahijón (941 m s. n. m.), que sirven de transición entre los materiales graníticos de la sierra de Guadarrama y la llanura sedimentaria de la depresión del Tajo. 
Por su lado oriental discurre el río Guadarrama, que, en ese punto, ha descendido a una altitud de 675 m. En las cercanías del puerto se hallan las ruinas de la presa inacabada de El Gasco, levantada en el siglo XVIII como embalse regulador del canal del Guadarrama. 
El entorno está poblado de especies características de la vegetación mediterránea, con masas mixtas de encinar carpetano y pinares de repoblación de pino piñonero. La zona presenta un clima mediterráneo continentalizado de carácter atenuado, con lo que, dado su rango altitudinal, no son frecuentes las precipitaciones de nieve.
El puerto de Galapagar está incluido dentro del Parque regional del curso medio del río Guadarrama y su entorno, que protege las riberas de este río a su paso por la Comunidad de Madrid.
El puerto de Galapagar (carretera) fue asfaltado recientemente (año 2018) haciendo las delicias de conductores amantes de las curvas de Madrid